# Compacte groep
In de groepentheorie, een deelgebied van de wiskunde, is een compacte groep een topologische groep, waarvan de topologie compact is. Compacte groepen zijn natuurlijke generalisaties van eindige groepen met discrete topologie en hebben eigenschappen die in belangrijke mate daarmee overeenkomen. Compacte groepen hebben een goed begrepen theorie met betrekking tot groepsbewerkingen en de representatietheorie
In het hieronderstaande wordt aangenomen dat alle groepen voldoen aan de hausdorff-eigenschap. 

## Compacte lie-groepen
Lie-groepen vormen een klasse van topologische groepen, en daarbinnen hebben de compacte lie-groepen een bijzonder goed ontwikkelde theorie. Basisvoorbeelden van compacte lie-groepen zijn 
- De cirkelgroep {\displaystyle \mathbb {T} } en de torusgroepen {\displaystyle \mathbb {T} _{n}}.
- De orthogonale groepen {\displaystyle O(n)}, de speciale orthogonale groep {\displaystyle SO(n)} en haar dekkende spingroepen {\displaystyle \mathrm {Spin} (n)}.
- De unitaire groep {\displaystyle U(n)} en de speciale unitaire groep {\displaystyle SU(n)}.
- De symplectische groep {\displaystyle Sp(n)}.
- De compacte vorm van de sprciale lie-groepen: {\displaystyle G_{2}}, {\displaystyle F_{4}}, {\displaystyle E_{6}}, {\displaystyle E_{7}}, en {\displaystyle E_{8}}.
- Alle eindige groepen (met discrete topologie).

De classificatiestelling van compacte lie-groepen stelt dat op eindige uitbreidingen en eindige dekkingen  na, dit een uitputtende lijst van voorbeelden is, die overigens al enige redundantie bevat.

### Classificatie
Gegeven een willekeurige compacte lie-groep {\displaystyle G} kan men haar identiteitscomponent {\displaystyle G_{0}} nemen, die samenhangend is. De factorgroep {\displaystyle G/G_{0}} is de groep van componenten {\displaystyle \pi _{0}(G)}, die eindig moet zijn, aangezien {\displaystyle G} compact is. We hebben daarom een eindige uitbreiding
{\displaystyle 1\to G_{0}\to G\to \pi _{0}(G)\to 1}
Nu heeft elke compacte, samenhangende lie-groep {\displaystyle G_{0}} een eindige dekking voor
{\displaystyle 1\to A\to {\tilde {G}}_{0}\to G_{0}\to 1}
waarin
{\displaystyle A\subset Z({\tilde {G}}_{0})}
een eindige abelse groep is en {\displaystyle {\tilde {G_{0}}}} een product is van een torus en een compacte, samenhangende, enkelvoudig samenhangende Lie-groep {\displaystyle K}:
{\displaystyle {\tilde {G}}_{0}\cong \mathbb {T} ^{m}\times K}
Ten slotte is elke compacte, samenhangende, enkelvoudig samenhangende lie-groep {\displaystyle K} een product van compacte, samenhangende, enkelvoudig samenhangende enkelvoudige lie-groepen {\displaystyle K_{i}} elk waarvan isomorf is aan precies een van
- {\displaystyle Sp(n),\,n\geq 1}
- {\displaystyle SU(n),\,n\geq 3}
- {\displaystyle \mathrm {Spin} (n),\,n\geq 7}
- {\displaystyle G_{2},F_{4},E_{6},E_{7}} of {\displaystyle E_{8}}.

## Verdere voorbeelden
Groepen die geen lie-groepen zijn en die niet de structuur van een variëteit dragen, zijn bijvoorbeeld de additieve groep {\displaystyle Z_{p}} van p-adische gehele getallen en de constructies daarvan. In feite is elke profiniete groep een compacte groep. Dit betekent dat Galoisgroepen compacte groepen zijn, een fundamenteel feit uit de theorie van de algebraïsche uitbreidingen in het geval van oneindige graad. 
Pontryagin-dualiteit biedt een groot aantal voorbeelden van compacte commutatieve groepen. Deze staan in dualiteit met abelse discrete groepen. 

## Haar-maat
Compacte groepen hebben alle een haar-maat die invariant is onder zowel links- als rechtstranslaties. Met andere woorden: deze groepen zijn unimodulair. De haar-maat kan eenvoudig tot een kansmaat worden genormaliseerd analoog aan {\displaystyle \mathrm {d} \theta /2\pi } op de cirkel. 
Een dergelijke haar-maat is in veel gevallen eenvoudig te berekenen; voor orthogonale groepen wist Adolf Hurwitz bijvoorbeeld reeds hoe dit moest. In gevallen van lie-groepen kan de haar-maat altijd worden gegeven door een invariante differentiaalvorm. In het profiniete geval zijn er vele deelgroepen van eindige index, en de haar-maat van een nevenklasse zal de reciproque van de index zijn. Daarom zijn integralen vaak heel direct berekenbaar, een feit dat vaak wordt toegepast in de getaltheorie.